# 서울여객 (서울)
서울여객(―旅客)은 서울특별시 강남구의 옛 시내버스 회사였고, 본사는 서울특별시 강남구 대치동 235-3번지에 있었다. 같은 강남구 관내 시내버스 회사인 도선여객의 계열사였다.

## 주요 연혁
- 1969년: 서울승합으로부터 한남동영업소를 분리 설립
- 1979년: 본사 및 차고지를 용산구 한남동에서 강남구 대치동으로 이전
- 1990년대 중반: 삼영교통에 인수되어 계열사로 편입되었다.
- 2000년 12월: 당시 계열사였던 삼영교통(현 도선여객)과 통폐합

## 과거 운행노선
- 17번 (도시형버스): 개포동 ↔ 개포주공5단지 ↔ 대치역 ↔ 은마아파트 ↔ 그랜드백화점(현 롯데백화점 강남점, 한티역) ↔ 진달래아파트 ↔ 역삼동 우성아파트 ↔ 강남역 ↔ 교보타워사거리 ↔ 논현역 ↔ 신사역 ↔ 한남동 ↔ 장충동 ↔ 광희동 ↔ 동대문운동장 ↔ 동대문역 ↔ 동묘앞역 ↔ 신설동역 ↔ 제기동역 ↔ 청량리역 ↔ 전농동 ↔ 장안동 ↔ 두산아파트 ↔ 면목시장 ↔ 면목초등학교 ↔ 상봉터미널 ↔ 동성아파트 ↔ 신내동(신내검문소) (개편때 간선버스 420번으로 변경. 청량리역으로 단축되었으나 이후 전농동 주민들의 빗발치는 민원으로 전농동까지 일부구간 재연장되었다.)
- 17-1번 (도시형버스, 1기노선): 옛골 ↔ 신원동 ↔ 양재동 ↔ 양재 시민의 숲 ↔ 양재역 (1980년대 운행하다가 폐지)
- 17-1번 (도시형버스, 2기노선): 개포동 ↔ 개포주공5단지 ↔ 대치역 ↔ 은마아파트 ↔ 그랜드백화점(현 롯데백화점 강남점, 한티역) ↔ 진달래아파트 ↔ 역삼동 우성아파트 ↔ 강남역 ↔ 교보타워사거리 ↔ 논현역 ↔ 신사역 ↔ 한남동 ↔ 장충동 ↔ 광희동 → 을지로 6가 → 종로5가 → 동대문역 → 동대문운동장 → 광희동 (1992년 신설 후 잠시 운행하다가 1993년경 폐지)
- 78번 (도시형버스, 1기노선): 개포동 ↔ 서초동 ↔ 방배동 ↔ 퇴계로 (1986년 9월 1일 폐지.)
- 78번 (도시형버스, 2기노선): 개포동 ↔ 개포고등학교 ↔ 도곡역 ↔ 매봉역 ↔ 양재역 ↔ 뱅뱅사거리 ↔ 역삼초등학교 ↔ 역삼역 ↔ 차병원 ↔ 학동역 ↔ 강남구청역 ↔ 봉은사 ↔ 삼성역 ↔ 은마아파트 ↔ 학여울역 ↔ 개원중학교 ↔ 연금매장 ↔ 일원동 ↔ 수서역 ↔ 가락시장 (1992년경 수서지구 개발로 인한 대중교통 대책마련에 의거 신설. 초창기에는 수서역 ↔ 삼성역으로 다녔으나 이후 가락시장으로 연장, 강남구청으로 연장되었으며 양재역, 개포동으로 차례로 연장되었다. 임의결행이 잦은 노선이었으며 2000년 2월 공식폐지되었다.)
- 78-1번 (도시형버스): 옛골 ↔ 신원동 ↔ 양재동 ↔ 구룡사 ↔ 삼호물산 ↔ 양재역 ↔ 역삼동 우성아파트 ↔ 강남역 ↔ 논현역 ↔ 신사역 ↔ 광림교회 ↔ 압구정역 ↔ 갤러리아백화점 ↔ 강남구청역 ↔ 선릉역 ↔ 그랜드백화점 (현 롯데백화점 강남점, 한티역) ↔ 은마아파트 ↔ 대치역 ↔ 학여울역 ↔ 개원중학교 ↔ 삼성의료원 → 가락시장 → 수서역 → 삼성의료원 (개편 때 지선버스 4412번으로 변경. 가락시장 회차에서 송파공영차고지 (복정역) 기점으로 연장되었다. 대신 옛골은 회차지로 변경. 이후 양재역으로 단축. 구룡마을 차고지로 노선이 변경되었으며 송파공영차고지 출발에서 가락시장으로 단축 후 일원동으로 단축되었으나 일원동구간에서 일부 주민들의 요청으로 개원중학교 → 수서경찰서 → 대청역 → 연금매장 → 개원중학교 루프회차에서 개원중학교 → 수서경찰서 → 대청역 → 대청초등학교 → 삼성의료원 → 연금매장 → 개원중학교 루프회차로 변경되었다.)
- 717번 (도시형버스, 좌석버스): 개포동 ↔ 개포주공5단지 ↔ 대치역 ↔ 은마아파트 ↔ 그랜드백화점(현 롯데백화점 강남점, 한티역) ↔ 진달래아파트 ↔ 역삼동 우성아파트 ↔ 강남역 ↔ 교보타워사거리 ↔ 논현역 ↔ 신사역 ↔ 한남동 ↔ 장충동 ↔ 광희동 ↔ 동대문운동장 ↔ 동대문역 ↔ 동묘앞역 ↔ 신설동역 ↔ 제기동역 ↔ 청량리역 ↔ 전농동 ↔ 장안동 ↔ 두산아파트 ↔ 면목시장 ↔ 면목초등학교 ↔ 상봉터미널 ↔ 동성아파트 ↔ 신내동(신내검문소) (좌석버스는 1997년 12월 폐지되었다. 도시형버스는 1995년 좌석버스에서 인가댓수 절반을 분리하여 운행을 시작하였으나 1998년 1월 도시형버스 17번에 통합되어 폐지되었다.)